# Nasenkröte
Die Nasenkröte (Rhinophrynus dorsalis), auch Nasenfrosch oder Mexikanische Grabkröte genannt, ist ein Froschlurch der im küstennahen Tiefland von Mexiko und Teilen Mittelamerikas vorkommt. In Mexiko ist die Art geschützt.

## Merkmale
Nasenkröten werden sechs Zentimeter lang. Ihr Körper ist eiförmig, die Spitze bildet der kleine Kopf. Ihre Haut ist auf der Oberseite glatt und dünn, an den Seiten und am Bauch rau und stark durchblutet. Der Rücken ist braun und wird oft durch einen gelben oder orangen Mittelstrich geteilt. Gelbe oder orangefarbene Flecken finden sich auch an den Flanken. Die Beine sind kurz und stämmig, die schaufelartigen Hinterbeine tragen breite Schwimmhäute und sind wirkungsvolle, an der Ferse hornüberzogene Grabinstrumente. Der erste Zeh der Hinterbeine ist ein kräftiger Höcker und hat nur noch ein Zehenglied. Nasenkröten sind zahnlos. Das Trommelfell ist verborgen, Ohrdrüsen fehlen, ebenso das Brustbein. Ihre Zunge ist vorne nicht wie bei anderen Froschlurchen festgewachsen, sondern frei und kann durch eine Nut am Maulende herausgestreckt werden.

## Verbreitungsgebiet

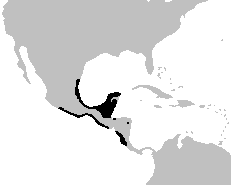
Verbreitungsgebiet

Ihr genaues Verbreitungsgebiet umfasst die Karibikküste Mexikos einschließlich der gesamten Halbinsel Yukatan bis zum nordwestlichen Honduras. An der pazifischen Seite kommen sie vom Río Balsas in Mexiko bis Costa Rica vor. Auch an der südwestlichen Küste von Texas gibt es kleine Populationen. Die Art kommt vom Meeresspiegel bis in eine Höhe von 500 Metern vor.

## Lebensweise
Nasenkröten bewohnen das Erdreich tropischer und subtropischer Trocken- und Feuchtwälder, Dornwälder, Savannen und kultiviertes Land mit lockeren Böden, vor allem Gebiete mit ausgesprochenen Regenzeiten, die zu einer zeitweiligen Überflutung von Teilen der Gebiete führen. Sie leben fast ständig im Boden vergraben und erscheinen höchsten nach heftigen Regenfällen zur Paarungszeit an der Erdoberfläche. Vor allem Perioden der Trockenheit und den Winter verbringen sie unterirdisch. Ihre Nahrung besteht aus Insekten, bevorzugt werden Termiten, die mit Hilfe der Zunge aufgeleckt werden. Fühlt sich die Nasenkröte bedroht bläst sie sich mit Luft auf und ähnelt dann einem kleinen, spitzmäuligen Ballon.

## Fortpflanzung
Nasenkröten vermehren sich mehrmals im Jahr, aber nur nach heftigen Regenfällen. Vor der Paarung rufen die Männchen laut von ihren Versteck an Land. Der Ruf klingt wie ein heiseres wh-o-o-o-a. Paarung und Eiablage finden in temporären Kleinstgewässer statt, die sich nach den Regenfällen bilden. Manchmal unternehmen die Lurche längere Wanderungen um ein geeignetes Gewässer zu finden. Bei der Paarung umfasst das Männchen das Weibchen an der Lendenregion. Die Eier werden in geleeartigen Schläuchen abgesetzt und schwimmen an der Wasseroberfläche. Die nach wenigen Tagen schlüpfenden Kaulquappen haben Barteln und paarige Atemöffnungen. Da sie sich als Filtrierer ernähren, haben sie kein verhorntes Maul. Sie leben gesellig, erreichen eine Länge von vier Zentimeter und machen nach einem bis drei Monaten die Metamorphose zum ausgewachsenen Tier durch.

## Systematik
Die Art ist die einzige der Familie Rhinophrynidae. Fossilien der gleichen und einer anderen Gattung der Familie sind aus dem Paläozän und dem Eozän von Wyoming und dem Oligozän von Saskatchewan bekannt. Da sich die Kaulquappen sehr ähnlich sehen, nimmt man an das die Familie in einem Schwestergruppenverhältnis zu den Zungenlosen (Pipidae) steht.